# Hlavní panel
Hlavní panel (anglicky taskbar) je v informatice část grafického uživatelského prostředí, která obvykle zobrazuje spuštěné počítačové programy, nabídku start, oznamovací oblast a hodiny.

## Historie

### Windows 1
Windows 1.0, vydané v roce 1985, obsahovaly vodorovnou lištu v dolní části obrazovky, která zobrazovala právě běžící, ale minimalizované, programy, které představovaly ikony (toho času označováno za „ikonizaci“, z anglického výrazu „iconization“). Okno mohlo být minimalizováno dvojkliknutím na titulek okna a přetažením do prázdného prostoru lišty nebo zvolením příslušného příkazu v hlavní nabídce okna. Program byl znovu vyvolán dvojkliknutím na příslušnou ikonu.
V případě přetečení se zobrazilo několik řádků lišty. Barva lišty byla stejná jako barva pozadí obrazovky. Programy nemohly překrýt lištu, pokud nebyly minimalizovány.
Tato primitivní lišta byla součástí Windows až do představení nabídky Start ve Windows 95.

### Arthur
Jiná raná podoba hlavního panelu byla obsažena v operačním systému Arthur na počítačích Acorn. Nazývaná jako „lišta ikon“, anglicky „icon bar“ zůstala součástí následovnických systémů po Arthurovi. Ikony na liště měly své vlastní kontextové nabídky a mohly být libovolně přetahovány.

## Microsoft Windows
Obvykle se v Microsoft Windows vyskytuje hlavní panel v dolní části obrazovky a zleva doprava zpravidla obsahuje tlačítko nabídka Start, rychlé vyhledávání, ikony běžících programů, oznamovací oblast a hodiny. Nová lišta, která nahradila původní z Windows 1.0 byla původně míněna jako součást Windows 95, ale vycházela ze stejného prvku uživatelského rozhraní nazývaného tray (podnos), který pochází z projektu Microsoft Cairo.
Hlavní panel ve Windows 11 byl přepracován a byly z něj odstraněny dříve dostupné schopnosti (nelze vypnou seskupování oken, panel nelze přemísťovat, na panel nešlo přetahovat). Původní panel lze i ve verzi 22H2 znovu aktivovat. Na významu přibyly alternativní implementace Hlavního panelu, jako například komerční StartAllBack a další.